# 桑原宏司
桑原宏司（くわばら こうじ、1951年生まれ - ）は、日本の実業家。元音楽家。名古屋市出身。現在、チケットぴあ名古屋代表取締役社長。株式会社サンデーフォーク相談役。

## 学歴
- 1969年（昭和44年） - 愛知県立中村高等学校卒業。
- 1975年（昭和50年） - 愛知大学法経学部経営学科卒業。

## エピソード
もともと税理士か会計士になりたくて大学の経営学科に進んだが、桑原の学生時代はフォークソングの全盛期。本人もご多分に漏れず、学業そっちのけで音楽活動に熱中することになり、当時アマチュアバンドのドラマーとして名古屋では名の知られた存在となった。
実家は名古屋駅前柳橋市場の大衆食堂。早朝そこでアルバイトをし、それから学校でバンド活動。そして夜は雀荘「三河屋」で麻雀三昧の日々であったという。
1971年、大学2年生の時、「てんとう虫のサンバ」で有名なチェリッシュの初期メンバーとなりドラムを担当。「なのにあなたは京都へゆくの」で念願のメジャーデビューを果たすものの、その後、東京で一流ドラマーの演奏を目の当たりにしてプロの道を断念したという。
1972年、大学の先輩であるつボイノリオらと「欲求不満フォークソング・ボーイズ」を結成。2年間の音楽活動ののち解散したが、当時、マネージャーを務めていた井上隆司と共にサンデーフォークを立ち上げ、実業家への道を歩み始めることになった。その後は芸能コンサートやラジオ深夜番組『ミッドナイト東海』（東海ラジオ放送）の制作に従事。のちにサンデーフォーク社長も7年間務めた。

## 芸能活動
- 「なのにあなたは京都へゆくの」（日本ビクター：1971年） - チェリッシュ
- 「女の娘が欲しい」（日本ビクター：1972年） - 欲求不満フォークソング・ボーイズ